# 埃尔玛·布洛克
埃尔玛·彼得·布洛克，(英語：Elmar Peter Brok，1946年5月14日—) 是一位德国政治家，从1980年到2019年担任欧洲议会 (MEP) 议员，他以担任欧洲议会外交事务委员会主席而闻名。他是基民盟的成员，基民盟是欧洲人民党的一部分。
从1980年到2019年，布洛克担任欧洲议会议员，在德国和欧洲政治中担任过许多领导职务。作为欧洲宪法公约和宪法事务委员会的成员，布洛克被广泛认为对欧盟宪法做出了重要贡献。他还是欧洲联邦党人联盟(UEF) 的前任主席。